# Ноћна школа
Ноћна школа (енгл. Night School) је роман енглеске књижевнице К. Џ. Доерти (енгл. CJ Daugherty) објављен 2012. године. Српско издање је објавила издавачка кућа Лагуна из Београда 21. фебруара 2013. године.

## О ауторки
К. Џ. Доерти је бивша криминалистичка репортерка и државни службеник, имала је двадесет две године када је први пут видела леш који ју је подстакао на размишљање и мотивисао да се бави писањем. Серијал Ноћна школа је почела да пише док је радила као консултант за комуникације у Министарству унутрашњих послова. Серијал за тинејџере је објавила издавачка кућа енгл. Little, Brown and Company и продат је у више од милион и по примерака широм света. Истоимена серија инспирисана њеним књигама је имала више од милион прегледа. Касније је написала серијал енгл. The Echo Killing који је објавио енгл. St. Martin's Press, као и Број 10. Коауторка је научно–фантастичног серијала Тајна ватра, са француском ауторком Карином Розенфелдом. Доертине књиге су преведене на 25 језика и биле су бестселери у више земаља. Данас живи на југу Енглеске са супругом, режисером номинованим за награду БАФТА, Џеком Џуерсом и кућним љубимцем.

## О књизи
Књига Ноћна школа прати живот Елин која мрзи своју школу, брат јој је нестао и управо су је поново ухапсили. Родитељи је шаљу у интернат „Академија Симерија” који није обична школа, у њему су компјутери и мобилни телефони забрањени. Ученици су мешавина надарених, сурових и привилегованих тинејџера, они и неки професори крију тајну. Ели тамо упознаје нове људе, међу којима је и Картер, усамљеник са којим осећа тренутну блискост и долази у сусрет са Ноћном школом, тајанственим друштвом чијим активностима ученици не смеју да присуствују. Међутим, када Ели буде нападнута покреће се ланац догађаја који кулминира смрћу једне од ученица током летњег бала. Када школа почне да изгледа као веома опасно место, Ели мора да одлучи коме може да верује и открије шта се заиста дешава у „Академији Симерија”.